# Спроба державного перевороту в Грузії (1920)
Спроба державного перевороту в Грузії була здійснена 3 травня 1920 більшовиками в Грузинській Демократичній Республіці. Спираючись на допомогу 11-ї армії РРФСР, що діяла в сусідньому Азербайджані, більшовики намагалися взяти під контроль військову школу та урядові установи у грузинській столиці — місті Тифліс. Грузинський уряд придушив заворушення у Тифлісі та зосередив свої сили на блокуванні російських військ на азербайджано-грузинському кордоні. Радянському уряду на тлі непростої війни з Польщею довелося відкласти свої плани щодо окупації Грузії та визнати Грузинську Демократичну Республіку незалежною державою в рамках московського договору від 7 травня .

## Передумови
Більшовики були нездатні забезпечити контроль над Грузією. Після революції 1917 року в Росії більшість більшовицьких грузинських лідерів переїхали до РРФСР, звідки й вели підпільне керівництво, спрямоване на підрив меншовицького уряду в Тифлісі. Низка селянських заворушень, що готувалися як революція проти меншовиків з 1918 по 1919 рік, були скасовані, але незабаром більшовики почали готувати масштабне повстання в державі.